# Dąbrowskiego (zajezdnia tramwajowa)
Zajezdnia tramwajowa Dąbrowskiego – zajezdnia tramwajowa znajdująca się przy ulicy Kilińskiego 245 w Łodzi, w dzielnicy Górna.

## Historia
Wybudowana w 1928 roku (budowę tramwajowych torów dojazdowych rozpoczęto w listopadzie 1927 roku) według projektu Rudolfa Sunderlanda, dla Kolei Elektrycznej Łódzkiej (tramwaje miejskie). Oddana inwestorowi w użytkowanie w czerwcu tego roku (hala postoju taboru), pełną eksploatację, po uzyskaniu wszystkich niezbędnych pozwoleń, rozpoczęto 16 grudnia 1928.

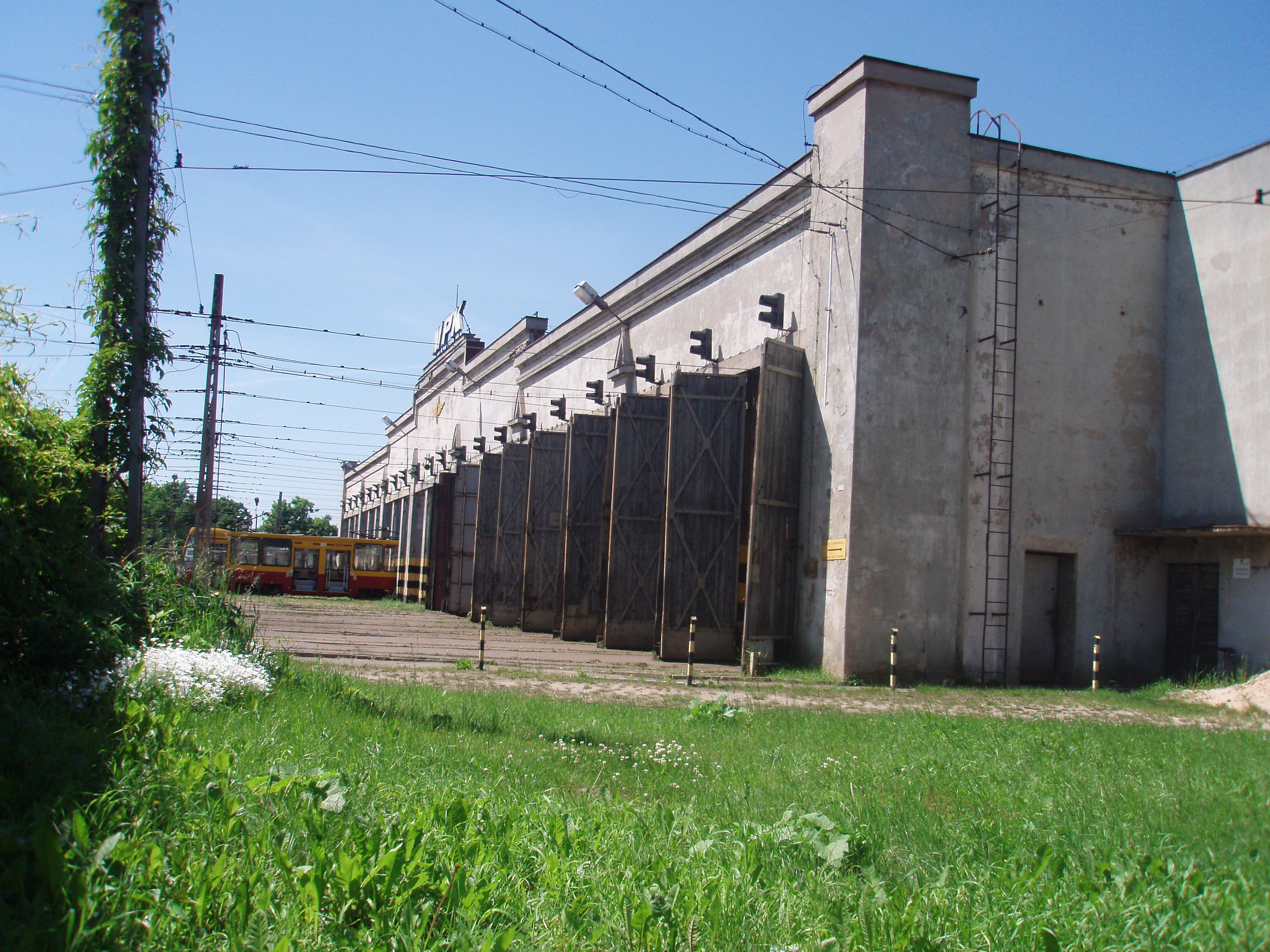
Widok na nieistniejący budynek od ul. J. Kilińskiego

Mimo wciąż niezmiennego adresu, od połowy lat 60. XX wieku, kiedy to dokonano modernizacji i możliwości wjazdu i wyjazdu tramwajów od ulicy Dąbrowskiego nazywana jest zajezdnią Dąbrowskiego. Znajduje to odzwierciedlenie nie tylko w mowie potocznej, ale również na informacyjnych tablicach zjazdowych w tramwajach.
Początkowo przystosowana została do obsługi 100 wagonów, dla których miejsca postojowe przewidziano niemal wyłącznie w hali. Pod koniec lat 50. XX wieku zajezdnia była już mocno przepełniona. W połowie lat 60. przystąpiono do modernizacji i przebudowy zajezdni. Powiększono ją niemal dwukrotnie. Przebudowano wtedy całkowicie zaplecze socjalne, które wzbogaciło się o nowe szatnie (dotychczasowe mieściły się w podziemiu), umywalnie i suszarnie odzieży. Okres okupacji zajezdnia przetrwała bez większych zniszczeń.
Na zajezdni oprócz codziennej pracy rozwijało się także życie kulturalne. W latach powojennych swoje próby odbywała tu orkiestra dęta, chór męski, a w świetlicy wystawiano sztuki teatralne. Szczytowy okres działalności.
Szczyt stanu osobowego i taborowego w zajezdni to koniec lat 70.. Na miasto wyjeżdżały z niej 133 składy, które stanowiły blisko 40% całego taboru kursującego po mieście. Przez wiele lat „dwójka” była największą zajezdnią w Łodzi. Od 1986 roku palmę pierwszeństwa pod tym względem dzierży „jedynka” z ul. Telefonicznej.
Obecnie obiekt zabytkowy, wpisany najpierw do gminnej ewidencji zabytków, w 2009 roku został poddany procedurze wpisu do rejestru zabytków Wojewódzkiego Konserwatora Zabytków, na wniosek społecznych opiekunów zabytków z powodu zagrożenia rozbiórką, w związku z kontrowersyjnymi planami Magistratu dotyczącymi likwidacji zajezdni na rzecz poszerzania ulic J. Dąbrowskiego i J. Kilińskiego, w ramach budowy tzw. Obwodnicy Centrum.
W 2009 miasto ogłosiło ofertę sprzedaży terenu zajezdni z jej zabudową, co spowodowało realne zagrożenie pogorszeniem warunków transportu miejskiego w Łodzi i całkiem realną możliwość zniszczeniem zajezdni. Teren zajezdni kupił łódzki przedsiębiorca – Roman Bierzgalski.
W dniu 28 stycznia 2011 po raz ostatni tramwaje z tej zajezdni wyjechały na miasto. Po zakończeniu kursowania zjechały do zajezdni „Chocianowice” i „Telefoniczna”.
Od początku 2011 na terenie obiektu trwały, bez zgody Wojewódzkiego Konserwatora Zabytków, prace demontażowe torowiska i sieci trakcyjnej, który w marcu 2011 roku wydał decyzję nakazującą wstrzymanie tych prac.
W dniu 7 sierpnia 2011 zajezdnia została podpalona przez "nieznanych sprawców". Spaleniu uległo ok. 4,5 tys. m² dachu.
Dnia 14 września 2012 (piątek), pomiędzy 16.00 a 18.00 właściciel, Roman Bierzgalski, polecił zburzyć obiekt. W poniedziałek (18 września) zawiadomienie do łódzkiej prokuratury o popełnieniu przestępstwa skierował poseł Krzysztof Kwiatkowski wraz z grupą radnych oraz prezydent miasta - Hanna Zdanowska.

### Publikacje
- 80 lat zajezdni Dąbrowskiego, 1928 - 2008; [w:] "Pantograf" (pismo Klubu Miłośników Starych Tramwajów w Łodzi[www.kmst.mpk.lodz.pl], listopad 2008, ss. 1-4.
- Materiał źródłowy. mkmlodz.webd.pl. [zarchiwizowane z tego adresu (2008-12-28)].
- Studium Uwarunkowań i Kierunków Zagospodarowania Przestrzennego Miasta Łodzi, Projekt, wrzesień 2009.
- Biuletyn Informacyjny MPK Łódź Sp. z o.o.

### Prasa
- Express Ilustrowany - informacje o pożarze w zajezdni
- PIERZCHAŁA Wiesław, Cenna zajezdnia jednak podpalona. [w:] "Polska. Dziennik Łódzki", 1 IX 2011, nr 203, s. 4.
- (G), Wyburzyli zabytkową zajezdnię! [w:] "Express Ilustrowany", 15 IX 2012, nr 216, s. 3.
- ZBOIŃSKA Alicja, Zajezdnia zburzona. Właściciel nie miał zgody konserwatora zabytków na rozbiórkę obiektu. [w:] "Polska. Dziennik Łódzki", 15-16 IX 2012, nr 2016, s. 7.
- PIERZCHAŁA Wiesław, Odpowie za zburzenie zajezdni? [w:] "Polska. Dziennik Łódzki", 17 IX 2012, nr 207, s. 6.
- PIERZCHAŁA Wiesław, Ruiny zajezdni w prokuraturze. [w:] "Polska. Dziennik Łódzki", 18 IX 2012, nr 218, s. 5.